# زردپره سومالی
زردپره سومالی (نام علمی: Emberiza poliopleura) نام یک گونه از سرده زردپره‌های معمولی است.